# 임케 두플리처
임케 두플리처(독일어: Imke Duplitzer, 1975년 7월 28일~)는 독일의 펜싱 선수로 주 종목은 에페이다. 

## 경력
두플리처는 1975년 카를스루에에서 태어났다.
2004년 8월 아테네에서 열린 2004년 하계 올림픽에서  브리타 하이데만, 클라우디아 보켈과 함께 단체전 은메달을 획득하였다.
2006년 9월 이탈리아 토리노에서 열린 2006년 세계 선수권 대회에서 단체전에서 클라우디아 보켈, 브리타 하이데만, 마리야나 마르코비치와 함께 루마니아와의 동메달 결정전에서 승리한 후 동메달을 획득하였다. 

## 개인사
두플리처는 자신이 레즈비언임을 스스로 밝혔다.